# Ла Экидад
«Ла Экида́д» (исп. Club Deportivo La Equidad) — колумбийский футбольный клуб из города Богота. Название команды переводится как «Равноправие».
В настоящий момент выступает в Кубке Мустанга, сильнейшем дивизионе страны.

## История
Команда была основана в декабре 1982 года, первые годы своего существования выступала в региональных соревнованиях, в 1993 году дебютировала в «Примере C», третьем дивизионе чемпионата Колумбии. С 2003 года «Ла Экидад» выступал в «Примере B», победив в котором в 2006 году, клуб добился права в 2007 году дебютировать в высшем дивизионе чемпионата Колумбии.
В 2008 году «Ла Экидад» добился своего первого крупного успеха победив в кубке Колумбии. В 2009 году команда впервые в своей истории приняла участие в международном кубке, в Южноамериканском кубке она уступила в первом раунде чилийскому клубу «Унион Эспаньола». В 2011 году «Ла Экидад» вновь будет принимать участие в розыгрыше Южноамериканского кубка. Домашние матчи команда проводит на стадионе «Метрополитано де Теко», вмещающем 10 000 зрителей.
В 2025 году 99% акций клуба были приобретены американской инвестгруппой, бенефициарами которой по сообщению «РБ Бизнес» являются также Райан Рейнолдс, Ева Лонгория, Кейт Аптон, Роб Макэлхенни и экс-футболист сборной Германии Месут Озил.

## Достижения
- Вице-чемпион Колумбии (3): 2007-II, 2010-I, 2011-I
- Победитель Второго дивизиона Колумбии (1): 2006
- Обладатель Кубка Колумбии (1): 2008

## Сезоны по дивизионам
- Примера А (28): 2007—н. в.
- Примера B (4): 2003—2006
- Примера C (10): 1993—2002

## Участие в южноамериканских кубках
- Южноамериканский кубок (7):
  - Первый раунд — 2009
  - Второй раунд — 2011
  - Первый раунд — 2012
  - 1/8 финала — 2013
  - 1/4 финала — 2019
  - Групповой этап — 2021
  - Передварительный раунд — 2022